# Wybutosin
Wybutosin (Y, yW) ist ein seltenes Nukleosid und kommt in der tRNA vor. Es besteht aus der β-D-Ribofuranose (Zucker) und einem stark modifizierten Guanosin. Es ist ein tricyclisches Nukleosid mit einer großen Seitenkette. Es findet sich wie auch das Wyosin neben dem Anticodon an Position 37 der meisten eukaryotischen und archaeellen Phenylalanin-tRNAs. Es wurde 1968 erstmals isoliert.

Eine tRNA^{Phe} aus S. cerevisiae.
Wybutosin ist hier mit Y gekennzeichnet.

Es sind mehrere Syntheseverfahren zur Herstellung der Verbindung bekannt.